# Bruz
Bruz – miejscowość i gmina we Francji, w regionie Bretania, w departamencie Ille-et-Vilaine.
Według danych na rok 1990 gminę zamieszkiwały 8114 osoby, a gęstość zaludnienia wynosiła 271 osób/km² (wśród 1269 gmin Bretanii Bruz plasuje się na 37. miejscu pod względem liczby ludności, natomiast pod względem powierzchni na miejscu 276.).

## Współpraca międzynarodowa
- Września, Polska[1]